# Heterosexualización

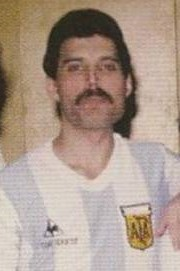
Se ha señalado el caso de Freddie Mercury como la de una figura pública que ha sido heterosexualizada.

La heterosexualización (en inglés straightwashing) es la práctica de presentar a gays, lesbianas o bisexuales como heterosexuales, ocultando su verdadera orientación sexual.
La heterosexualización se observa en obras de ficción, de cine o televisión, donde personajes homosexuales o bisexuales son alterados, reinterpretándoseles como heterosexuales. A menudo a algunos personajes históricos también se les falsea su orientación sexual, eliminándose este aspecto de sus biografías.
Estas tergiversaciones en los medios se han justificado por el temor de ciertos productores a posibles reacciones negativas de las audiencias a una normalización y mayor visibilización de la diversidad sexual.

## Terminología
El neologísmo straightwashing surgió dentro de la cultura anglosajona, y etimológicamente, proviene del término whitewashing, una procedimiento por el cual actores blancos interpretan papeles de personajes históricamente no blancos, por lo que el término alude «tanto a la censura como a una interseccionalidad con la discriminación». La Fundéu traduce -washing como lavado de imagen o impostura.
El fenómeno de heterosexualizar es distinto al de gay por paga, el uso de actores heterosexuales para interpretar roles o personajes LGBT. Anna King of Time Out equipara el gay por paga con el blackface.

## En la ficción
Dragos Manea plantea que la heterosexualización implica distintas acciones. Mientras en ciertos casos directamente se cambia un personaje queer por un personaje heterosexual, en otros se atenúa las características queer de su personalidad, para hacerlo más aceptable entre las audiencias heterosexuales. La heterosexualización también se presenta cuando se eliminan personajes queer de carteles publicitarios o carátulas de DVD, o cuando se cambia completamente alguna descripción de la cultura queer por una versión heterosexual.

### Películas
En la ficción, la práctica directa de heterosexualizar se ha observado especialmente en guiones basados en cómics. Mystique, el personaje de X-Men, se representa como bisexual en los cómics, pero en las películas, se muestra como heterosexual. Dentro de las historietas publicadas por Marvel Comics, Mystique tenía relaciones románticas con personajes masculinos y femeninos. Su relación más destacada fue con Destiny, una «compañera de la hermandad de los mutantes malvados con quien crió un hijo». Dentro de las películas de X-Men que datan de 2000, el personaje Mystique, interpretado por Rebecca Romjin y Jennifer Lawrence, no tiene relaciones o interés por otros personajes femeninos.
La película de 2015 Stonewall fue acusada de heterosexualizar por no incluir en la película a los personajes correspondientes a los dos activistas negros y trans que impulsaron los disturbios de Stonewall. La serie dramática de televisión «Rise» ha sido criticada por cambiar la historia central, de «un profesor gay de teatro en la vida real» en una ciudad obrera, a un hombre heterosexual. La revista Out lo llamó un «robo cultural y borrado [gay]» que «debería haber sido la historia de un auténtico héroe LGBTQ».
En el artículo de Stuart Richard «The Imitation Game y la heterosexualización de la película», sobre la cinta The Imitation Game (Descifrando Enigma en España y El código Enigma en Latinoamérica), Richards afirma que, sobre el gran descifrador de códigos de la Segunda Guerra Mundial, «La sexualidad [gay] de Alan Turing se minimiza y se usa solo como un mecanismo de la trama», para mostrarlo como un «héroe trágico y un hombre excéntrico y reservado», a fin de que la película resulte «"segura" para una audiencia potencialmente conservadora». La cinta incluso muestra a Turing románticamente no con un hombre, sino con una mujer, Joan Clarke (interpretada por Keira Knightley).

### Televisión
El personaje de John Constantine que interpreta el actor Matt Ryan en la serie de televisión Constantine ha sido muy criticado, por no mostrar la misma orientación sexual con la que fue escrito originalmente en la serie de DC Comics. Por el contrario, los ejecutivos de televisión decidieron que la bisexualidad de John Constantine no se incluiría en el programa de televisión y fue representado como un hombre heterosexual. Sin embargo, cuando Ryan volvió a interpretar el papel en Legends of Tomorrow, allí sí el personaje fue retratado como bisexual.